# Tellervo mysoriensis
Tellervo mysoriensis är en fjärilsart som beskrevs av Otto Staudinger 1885. Tellervo mysoriensis ingår i släktet Tellervo och familjen praktfjärilar. Inga underarter finns listade i Catalogue of Life.